# Réalisme australien
Le réalisme australien (connu aussi comme le matérialisme australien) est une école de philosophie qui s’épanouissait dans la première moitié du vingtième siècle dans plusieurs universités en Australie, y compris l’université nationale australienne, l’université d'Adélaïde et l’université de Sydney. 

## Explication
Sa doctrine centrale, comme déclaré par le théoricien empirique John Anderson, est que tout ce qui existe est réel.
Combiné à cela on trouve l’idée d’Anderson que chaque fait (y compris chaque « objet ») est une situation complexe : il n’y a pas de choses simples, de faits atomiques, d’objets qu’on ne puisse pas développer en faisant des faits complets.
Parmi les partisans de cette philosophie étaient David Malet Armstrong, J. L. Mackie, Ullin Place, J. J. C. Smart et David Stove.

## Origines
Le réalisme australien s’établit après que John Anderson accepta la chaire Challis de philosophie à l’université de Sydney en 1927. Anderson soutient que la philosophie est historiquement un long débat qui commence avec Thalès. Il soutient aussi que l’être n’est qu’un système spatio-temporel et que dans l’intérêt de la cohérence il faut envisager un monde sans divinités et sans les entités extraordinaires postulées par tant de philosophes du temps de Platon jusqu’à présent.

## Principes fondamentaux
- Toutes les entités existent dans des « situations » spatio-temporelles. Rien n’existe que les « situations ». Tous les situations ont le même statut ontologique. Il n’y a pas de « niveaux » de réalité.
- Toutes les situations ont une forme propositionnelle. Autrement dit, tous les situations ont la forme de « A est B ».
- La réalité est infiniment complexe et plurale. Chaque fait (y compris chaque « objet ») est une situation complexe : il n’y a pas de choses simples, de faits atomiques, d’objets qu’on ne puisse pas développer en faisant des faits complets.
- Toutes les situations existent indépendamment de la connaissance qu’on en a.
- Déterminisme : toutes les entités (les objets, les événements, les situations) sont le résultat d’une cause.
- L’éthique concerne la détermination et la description du Bon. C’est une science positive, qui n’est pas normative.